# グレーテ・クビチェク
グレーテ・クビチェク（ドイツ語: Grete Kubitschek、1903年 - 没年不明）は、オーストリア出身のフィギュアスケート選手（女子シングル）。1928年サンモリッツオリンピックオーストリア代表。

## 主な戦績
| 大会/年      | 1927-28 | 1928-29 |
| ------------ | ------- | ------- |
| オリンピック | 17      |         |
| 世界選手権   |         | 5       |